# Quatre tempéraments

Quatre tempéraments : colérique, mélancolique, flegmatique, sanguin.

La théorie des quatre tempéraments est une théorie ancienne (proto-psychologique) qui suggère qu'il existe quatre types fondamentaux de tempéraments représentant les principales personnalités : sanguine, colérique, mélancolique et flegmatique,. D'un point de vue contemporain, bien que l'observation empirique reste pertinente, les fondements de ce modèle basé sur les humeurs et les principes est dépassé,. Il n'est guère utilisé dans la psychologie de la personnalité modernebien que plusieurs théories de typologies et modèles comme DISC, MBTI s'y apparentent.

## Description

### Des quatre humeurs aux quatre tempéraments
Le médecin grec Hippocrate (vers 460 - vers 370 avant notre ère) décrit dans son ouvrage "De la nature de l'homme" l'ancien concept médical de la théorie des quatre humeurs, selon lequel quatre humeurs fondamentales, qui sont des fluides corporels (sang, phlegme, bile noire ou bile, bile jaune ou eau), dotées de qualités élémentaires (chaud, froid, sec et humide), mise sen rapport avec les éléments constitutifs de l'univers et avec les quatre saisons. et qui affecteraient les traits et les comportements de la personnalité humaine, établissant une série de correspondances entre l'homme et son environnement.
Tous ces éléments du milieu naturel (vent, eau, saison etc.) se combinent entre eux dans des associations complexes, où ils peuvent tous se contrebalancer  ou s'ajouter les uns aux autres. Les effets sont d'autant plus subtils que tous les individus ne réagissent pas de même. Intervient ici la notion de "tempérament".
Tout comme Hippocrate, Galien indique que la santé est liée à l'équilibre des humeurs.

La science médicale moderne a rejeté la validité de cette théorie et ne reconnaît pas une relation fixe entre les fluides et la personnalité.

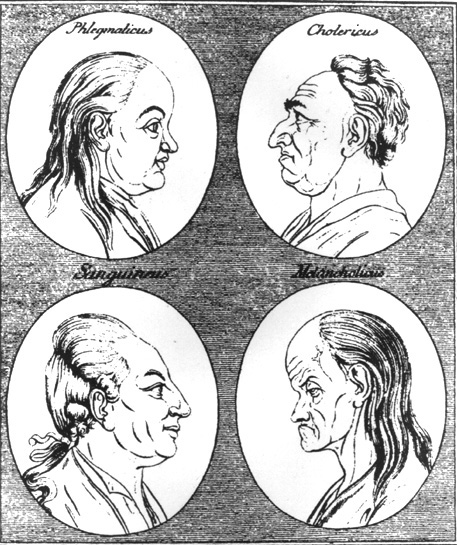
Représentation des 4 tempéraments par Johann Kaspar Lavater, flegmatique et cholérique en haut, sanguin et mélancolique en bas

### Description des quatre tempéraments
La plupart des formulations incluent la possibilité de mélanges où les types de personnalité partagent deux tempéraments ou plus.

#### Le sanguin
Le tempérament sanguin (être optimiste et social) correspond aux personnes chez qui le sang prédomine. Le sang était lié à l'élément classique de l'air, et aux traits chaud et humide,.

#### Le colérique ou bilieux
Le tempérament colérique (être coléreux et irritable) correspond à la bile jaune. La bile jaune était liée à l'élément classique du feu et aux caractéristiques de chaud et sec,.

#### Le mélancolique ou atrabilaire
Le tempérament atrabilaire (être analytique et calme) est lié à la bile noire. La bile noire était liée à l'élément classique de la terre et aux caractéristiques de "froid et sec",.

#### Le flegmatique
Le tempérament flegmatique (être détendu et paisible) est lié à une prédominance de flegme. Le flegme était lié à l'élément classique de l'eau, correspondant aux caractéristiques froid et humide,.

### Forces et faiblesses liées aux quatre tempéraments

#### Le mélancolique
| Forces                      | Faiblesses                                             |
| --------------------------- | ------------------------------------------------------ |
| Aime la musique et les arts | Lunatique et lugubre                                   |
| Nature sensible et riche    | Pessimiste, penche toujours du côté négatif            |
| Habileté analytique         | Aime souffrir comme un martyr                          |
| Sensibilité émotionnelle    | Hypocondriaque, pense souvent être malade              |
| Penseur profond             | Introspectif au point de se faire mal, dépressif, fier |

#### Le sanguin
| Forces                                   | Faiblesses                                                    |
| ---------------------------------------- | ------------------------------------------------------------- |
| Charisme chaleureux et vivant            | Pleure facilement                                             |
| Communicatif ou bavard                   | Émotionnellement imprévisible                                 |
| Insouciant, ne se préoccupe pas du futur | Animosité spontanée                                           |
| Ne se soucie plus du passé               | Manque de contrôle de soi                                     |
| Grand conteur                            | Exagère la vérité                                             |
| Vit dans le présent                      | Décisions émotionnelles, acheteur compulsif, naïf et enfantin |

#### Le colérique
| Forces                            | Faiblesses                                                                     |
| --------------------------------- | ------------------------------------------------------------------------------ |
| Optimiste                         | Agressivité violente                                                           |
| Confiant, fort et décisionnel     | Très ancré dans ses opinions                                                   |
| Autosuffisant                     | Inattentif aux besoins des autres                                              |
| Courageux et audacieux            | Ne supporte pas la faiblesse, les larmes, impétueux et violent, peu esthétique |
| Fort détermination, forte volonté | Froideur et sans émotion                                                       |

#### Le flegmatique
| Forces                        | Faiblesses                 |
| ----------------------------- | -------------------------- |
| Calme et dépendant            | Manque de confiance en soi |
| Relationnel facile et naturel | Pessimiste et peureux      |
| Chaleureux et plaisant        | Inquiet                    |
| Stable                        | Passif et indifférent      |
| Pacifique                     | Fait des compromis         |

## Applications aux peuples et nations
Les quatre tempéraments (sanguin, colérique, mélancolique et flegmatique), qui résultaient des conditions climatiques ou environnementales qui déterminaient la composition et l'équilibre interne des différentes « humeurs », s'appliquaient également aux « nations », puisqu'ils étaient soumis aux mêmes conditions que les personnes physiques. Cette théorie déterministe environnementale a été maintenue jusqu'au milieu du XVIIIe siècle lorsque des auteurs tels que David Hume (Des caractères nationaux, 1742) ou Voltaire (Essai sur les mœurs et l'esprit des nations, 1753) a introduit d'autres facteurs tels que la forme de gouvernement ou les croyances religieuses. Jusque-là, la théorie était soutenue non seulement par des médecins mais aussi par certains des écrivains politiques les plus influents de l'époque tels que Jean Bodin ou Giovanni Botero, puisque tous deux partaient du principe aristotélicien de l'adéquation de la forme de gouvernement au « caractère » des peuples. Bodin disait qu'une république ordonnée exigeait « d'accommoder la forme des choses publiques à la nature des lieux » et qu'il fallait « que le sage gouverneur [sic] d'un peuple connaisse bien son humeur et sa nature ». Ainsi, affirmait Bodin, « le natif de l'Espagnol... étant beaucoup plus méridional, est plus tempéré et mélancolique, plus ferme et contemplatif... que le Français, qui de son natif... [est] agité et colérique » , dont il a déduit une série de maximes nationalistes telles que « la France [est] sujette au contentieux ».
Au XVIIIe siècle, Montesquieu soutient le même déterminisme climatique dans son ouvrage bien connu De l'esprit des lois (1736) où il affirme : « S'il est vrai que le caractère de l'esprit et les passions du cœur soient extrêmement différents dans les divers climats, les lois doivent être relatives et à la différence de ces passions, et à la différence de ces caractères ». Dans son Essai sur les causes que peuvent affecter les esprits et les caractères il affirme que « le froid ou la chaleur du climat donnent aux différentes nations un caractère si inégal » qu'il s'ensuit « plusieurs effets ».
L'historien espagnol Xavier Torres (es) conclut : « Tant pour les auteurs de traités européens, de Bodin ou Montaigne à Montesquieu, que pour les voyageurs de toute condition, les « nations » de l'Europe moderne ont continué être, plus que tout, un groupe particulier de personnes ; et qui a été défini ou distingué non pas tant en termes linguistiques que humoristique ».

## Vues modernes, mises en œuvre, reformulations et controverses
Certains systèmes d'analyse psychologique de la personnalité utilisent des catégories similaires aux tempéraments grecs comme métaphores.
La pédagogie Steiner-Waldorf et l'anthroposophie croient que les tempéraments aident à comprendre la personnalité. Ils croient également que c'est utile pour l'éducation, en aidant les enseignants à comprendre comment l'enfant apprend. L'écrivain chrétien Tim LaHaye a tenté de repopulariser les tempéraments anciens à travers ses livres,,.
D'un point de vue scientifique, le généticien André Langaney estime que cette méthode « a le vocabulaire de la science, l'apparence d'une science, mais ce n'en est pas une. Aucune publication scientifique ne permet d'établir des correspondances simples entre les types morphologiques et des traits de caractère ».
« Les graphologues ont généralement recours à la théorie classique comme si c'était la seule typologie qui leur convienne - citons le Dr Carton et Camille Streletsky. L'écriture étant un geste, elle révèle un plus ou moins haut degré d'énergie vitale ; or, précisément, la notion classique de tempérament exprime ce degré d'énergie. »
La typologie des caractères via les tempéraments a gardé sa postèrité. Maurice Gex, philosophe suisse (19..-1987) propose deux tableaux récapitulatifs des essais de classifications des tempéraments tripartites (en accord remarquable) ou bien quadripartite comme Hippocrate (sous réserve).
De nouvelles classifications ont été proposées qui se fondent sur la physiologie et la morphologie. Citons l'école française de Lyon avec Sigaud, Mac-Auliffe, Thooris, complétée par René Allendy et Louis Corman, l'école 
| Auteurs    | Types                 |                      |                     |                         |
| ---------- | --------------------- | -------------------- | ------------------- | ----------------------- |
| Hippocrate | lymphatique           | sanguin              | bilieux             | mélancolique ou nerveux |
| Sigaud     | digestif              | respiratoire         | musculaire          | cérébral                |
| Allendy    | atoni-plastique       | toni-plastique       | toni-aplastique     | atoni-aplastique        |
| Pende      | brachytype-asthénique | brachytype-sthénique | longitype-sthénique | longitype-asthénique    |
| Martiny    | entoblastique         | mésoblastique        | chordoblastique     | ectoblastique           |

| Auteurs    | Types                   |                           |                       |
| ---------- | ----------------------- | ------------------------- | --------------------- |
| Schreider  | structures-horizontales | structures-intermédiaires | structures-verticales |
| Burloud    | excité                  | flegmatique-fort          | déprimé               |
| Kretschmer | pycnique                | athlétique                | leptosome             |
| Viola      | brachytype              | normotype                 | longitype             |
| Sheldon    | viscérotonie            | somatotonie               | cérébrotonie          |
| Fowler     | type vital              | type moteur               | type mental           |
| Huter      | nutrition               | mouvement                 | sensibilité           |

### Correspondances et corrélations avec d'autres systèmes de classification
| Humeur     | Élément et astrologie                       | Ancien nom   | Typologie Myers-Briggs | Évaluation DISC | Concentration et intérêt | Fonctionnalités modernes (DISC) | Anciennes fonctionnalités           |
| Bile jaune | Feu, Mars, Bélier, Lion, Sagittaire         | Colérique    | ENTJ, ESTJ, ESTP, ENFJ | Dominant (D)    | Responsable              | Ils sont très actifs face aux problèmes et aux défis. Ils sont égocentriques, directs, audacieux, dominateurs, exigeants, énergiques, déterminés.                                                          | Stratège, rationnel, audacieux.     |
| Sang       | Air, Jupiter, Gémeau, Balance, Verseau      | Sanguin      | ESFP, ESFJ, ENFP, ENTP | Influent (I)    | Allez-y                  | Ils aiment influencer les autres par des conversations et des activités et ont tendance à être émotifs. Ils sont enthousiastes, persuasifs, convaincants, amicaux, communicatifs, confiants et optimistes. | Optimiste, sentimental et instable. |
| Lymphe     | Eau, Lune, Cancer, Scorpion, Poisson        | Flegmatique  | INTP, INFP, ISFP, ISFJ | Stable (S)      | Dans les coulisses       | Apprécie le rythme constant, la sécurité et n'aime pas les changements brusques. Ils sont patients, fiables, calmes, loyaux, persistants, gentils, prévisibles.                                            | Sensible, travailleur, réaliste.    |
| Bile noire | Terre, Saturne, Taureau, Vierge, Capricorne | Mélancolique | INFJ, INTJ, ISTP, ISTJ | Conforme (C)    | Tracer le parcours       | Ils apprécient le respect des règles, des réglementations et de la structure. Ils sont prudents, systématiques, précis, analytiques, perfectionnistes et logiques.                                         | Intense, profond, analytique.       |

## Dans la culture

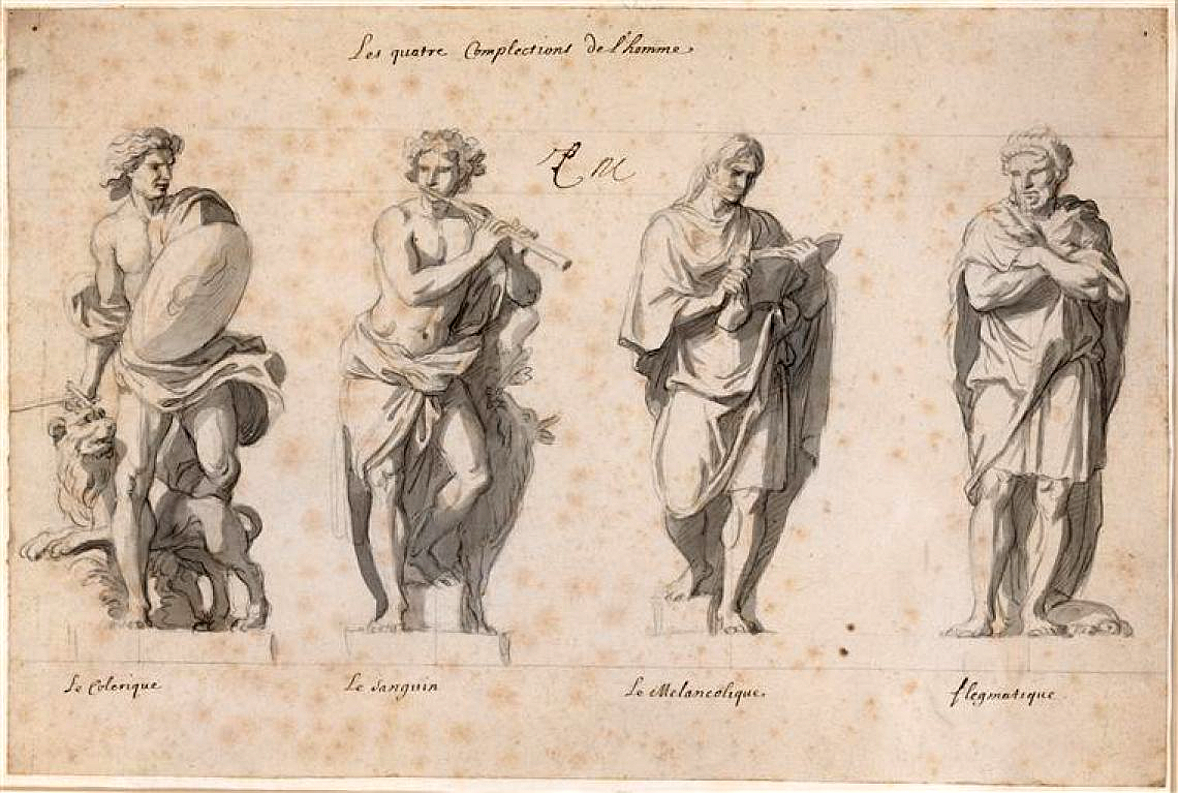
Les 4 tempéraments font partie de la "Grande Commande".

### Dans la musique
Le compositeur classique du XVIIIe siècle Carl Philipp Emanuel Bach a composé une sonate en trio en ut mineur connue sous le nom de Sanguineus et Melancholicus (Wq 161/1). 
Au XXe siècle, la Symphonie no 2 (Op.16) de Carl Nielsen est sous-titrée Les quatre tempéraments, chacun des quatre mouvements étant inspiré par une esquisse d'un tempérament particulier.
Le thème et quatre variations de Paul Hindemith pour orchestre à cordes et piano est également connu sous le nom de The Four Temperaments : bien que conçu à l'origine comme un ballet pour Léonide Massine,, la partition a finalement été achevée en tant que commande pour George Balanchine, qui l'a ensuite chorégraphié comme un ballet néoclassique, en utilisant la théorie des tempéraments comme point de départ,.:253

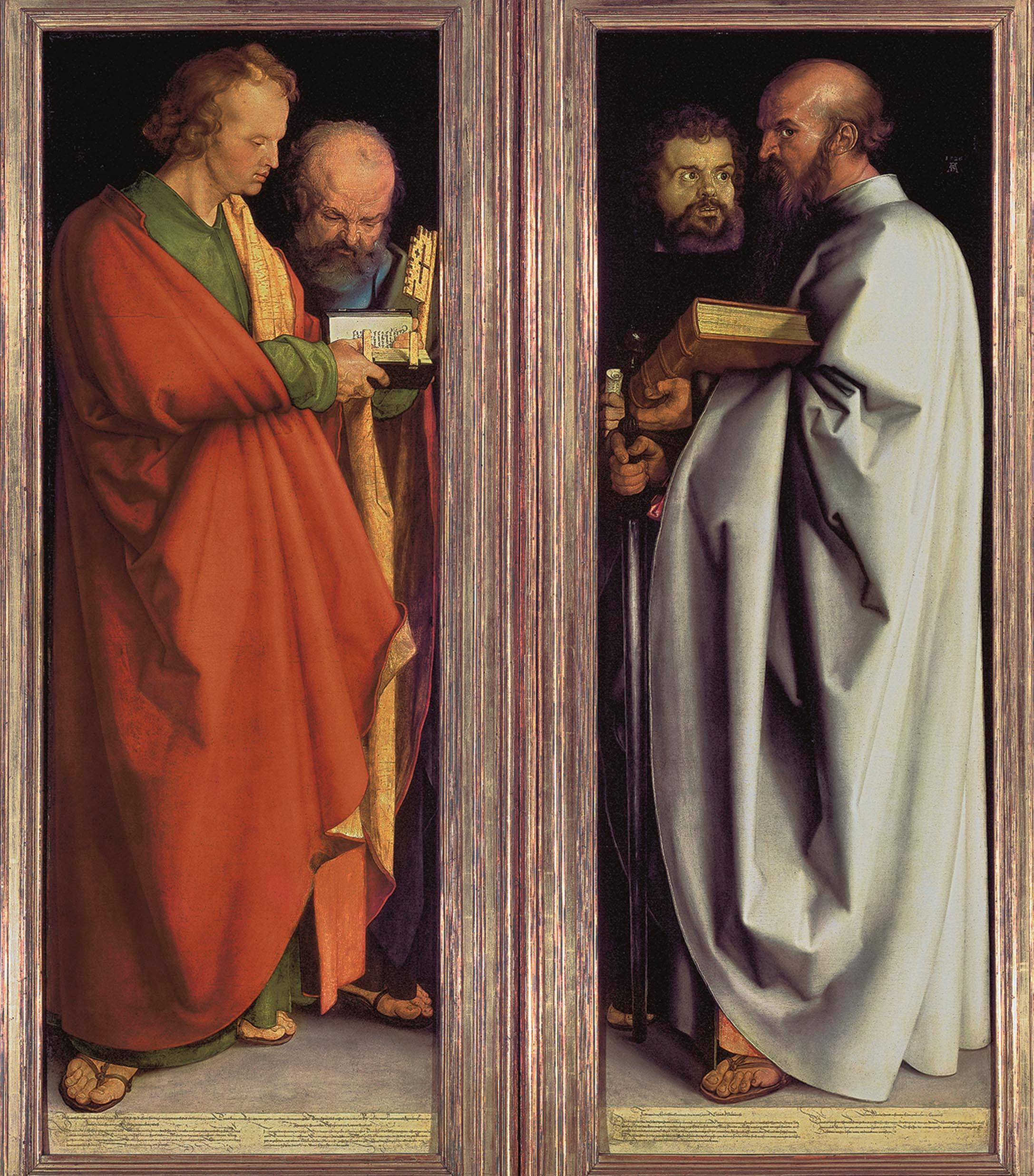
Les Quatre Apôtres, peint en 1526, est la dernière peinture de l'artiste allemand Albrecht Dürer.

### Dans la littérature
L'auteur français du XIXe siècle Émile Zola a utilisé les quatre tempéraments comme base pour son roman Thérèse Raquin.

### Dans la peinture
Albert Dürer, très préoccupé des tempéraments et de leur expression extérieure, a donné un symbole de cette vérité dans sa dernière grande œuvre Les Quatre Apôtres, (à la Pinacothèque de Munich), qui représente les quatre tempéraments sanctifiés sous les traits de quatre apôtres.